# Reloaded (album de Roc Marciano)
Pour les articles homonymes, voir Reloaded.
Albums de Roc Marciano
Marcberg
(2010) Marci Beaucoup
(2013)
Reloaded est le deuxième album studio de Roc Marciano, sorti le 13 novembre 2012.
Très bien accueilli par la critique, le site Metacritic lui attribuant la note de 83 sur 100, l'album s'est classé 13e aux Heatseekers Albums.

## Liste des titres
| No  | Titre                                                                  | Contient un (des) sample(s) de                                                                         | Durée |
| --- | ---------------------------------------------------------------------- | --- | ----- |
| 1.  | Tek to a Mack (Produit par Roc Marciano)                               | Bobbing Wide de Caravan                                                                                | 4:41  |
| 2.  | Flash Gordon (Produit par The Alchemist)                               | Kitty with the Bent Frame de Quincy Jones Baby's Home de Barry White                                   | 2:51  |
| 3.  | Not Told (featuring Knowledge Pirate et Ka – Produit par Roc Marciano) | | 5:14  |
| 4.  | Pistolier (Produit par The Alchemist)                                  | | 3:21  |
| 5.  | Thugs Prayer Pt. 2 (Produit par Roc Marciano)                          | Trip Thru Hell (Part I) du C.A. Quintet                                                                | 1:36  |
| 6.  | 76 (Produit par Roc Marciano)                                          | I'm Not in Love de 10cc Buzzard Feathers de Compost                                                    | 4:33  |
| 7.  | We Ill (Produit par Roc Marciano)                                      | Prologue de Renaissance                                                                                | 3:23  |
| 8.  | Deeper (Produit par Roc Marciano)                                      | So Much in Love with You de John Martyn                                                                | 2:57  |
| 9.  | Death Parade (Produit par Roc Marciano)                                | Nim Zgaśnie Dzień de Krzysztof Krawczyk                                                                | 3:36  |
| 10. | 20 Guns (Produit par Roc Marciano)                                     | Saxo-Echos de Charlélie Couture                                                                        | 1:54  |
| 11. | Peru (Produit par Roc Marciano)                                        | | 3:38  |
| 12. | Thread Count (Produit par Q-Tip)                                       | | 3:53  |
| 13. | Nine Spray (featuring Ka – Produit par Ray West)                       | I Don't Want to Leave You, I Just Came to Say Good-Bye de Shawn Phillips Come Clean de Jeru the Damaja | 4:04  |
| 14. | Emeralds (Produit par The Druids)                                      | Dead de Carolyn Sullivan                                                                               | 3:53  |
| 15. | The Man (Produit par Roc Marciano)                                     | Spirit of Love de Ronnie Mcneir Mary Jane de Rick James                                                | 5:02  |

| 16. | I Shot the King (Produit par Roc Marciano)     | I Shot the King du C.A. Quintet        | 2:52 |
| 17. | Sweet Nothings (Produit par The Druids)        |                                        | 3:26 |
| 18. | Paradise for Pimps (Produit par The Alchemist) | Private Performance de Sylvia Robinson | 3:12 |